# 短鰭花鱂
短鰭花鱂（学名：Poecilia mexicana）為輻鰭魚綱鯉齒目鯉齒亞目花鳉科的其中一種.其种加词“mexicana”意为“墨西哥的”。分布於中美洲墨西哥及瓜地馬拉的聖胡安河流域，體長可達11公分，棲息在植被生長茂盛的溪流、溝渠，屬雜食性，生活習性不明，可作為觀賞魚。